# Miljenko Medić
Miljenko Medić (10. siječnja 1955. – 9. lipnja 2014.), hrvatski šahist, FIDE majstor. Najtrofejniji je hrvatski šahist s invaliditetom.

## Šahovska karijera
Bio je hrvatska informatička šahovska legenda. Nesebično je šahistima pomagao instalirajući im kompletne šahovske programe i rješavao razne probleme na računalima. 
Svi turniri Hrvatskog šahovskog saveza od 1992. vode se računalno od 1992. godine. Miljenko Medić je prvi započeo s instaliranjem Baza partija, te Fritza i Chess Asistenta. U to je vrijeme i Milan Franić iz Siska, međunarodni majstor, omladinski prvak Jugoslavije oko 1982. bio s Hrvatskom na olimpijadi kao računalna potpora.
Medić je bio član  ŠK “Stjepan Bosak” – URIHO čiji je bio osnivač i prvi predsjednik te dugogodišnji član ŠK Krapina, od 1997. godine, čijem je uzlazu mnogo pomogao. Njemu u čast Šahovski klub Krapina od 2014. godine svake godine organizira pojedinačni brzopotezni šahovski turnir "Memorijal Miljenka Medića".
Elo-rejting po FIDE bio mu je 2204, a najviši koji je imao bio je 2314 srpnja 2002. godine. 
U šahu je bio aktivan od 1983. do 2009. godine.

## Reprezentacija
Hrvatski šahovski reprezentativac na natjecanjima šahista s invalidnošću. Igrao na europskim i svjetskim prvenstvima te na IPCA olimpijadama još od 1989. godine. Brojni su njegovi šahovski uspjesi i trofeji. Bio je državni prvak, europski prvak, pobjednik na IPCA olimpijade i prvak europskog i svjetskog kupa. Godine 2005. Hrvatski paraolimpijski odbor proglasio ga je športašem godine.

## Trofeji

### Domaći
Sudionik pojedinačnih i ekipnih prvenstava Hrvatske za osobe s invaliditetom.
- 2006. Na državnom prvenstvu u šahu za osobe s invaliditetom ekipa Zagrebačkog športskog saveza invalida u sastavu Miljenko Medić, Radoslav Ćosić i Domagoj Glažar, 1. u ekipnoj kokurenciji, a Miljenko Medić i Radoslav Ćosić osvajaju 1., odnosno 3. mjesto u pojedinačnoj konkurenciji.[4]

2009. Na Državnom prvenstvu u šahu za osobe s invaliditetom, ekipa ŠK Stjepan Bosak-URIHO u sastavu Miljenko Medić, Domagoj Glažar, Muris Isić i Neven Tomečak, osvojila je treće mjesto u ekipnoj konkurenciji, a Miljenko Medić i Domagoj Glažar osvojilisu 1. odnosno 2. mjesto u pojedinačnoj konkurenciji.

### Međunarodni
Izabrani međunarodni uspjesi:
- 1994. – 1. mjesto na Europskom prvenstvu
- 1995. – 1. mjesto na I. šahovskoj olimpijadi IPCA (Hrabyne)
- 1999. – 6. mjesto na šahovskoj olimpijadi IPCA (Hrabyne)
- 2001. – 1. mjesto na Euro-kupu u Češkoj (Hrabyne) pojedinačno i ekipno (momčad su činili: Miljenko Medić i Ilija Matijašević)
- 2001. – 2. mjesto na Europskom prvenstvu u Wisli (Poljska)
- 2001. – 1. mjesto na državnom prvenstvu u Poreču sa 100% osvojenih bodova (9 iz 9)
- 2002. – nastupio na 35. šahovskoj olimpijadi zdravih u Bledu na drugoj ploči za Međunarodnu šahovsku udrugu tjelesnih invalida
- 2003. – 1. mjesto na svjetskom kupu u Češkoj (Hrabyne)
- 2004. – najuspješniji sportaš s invaliditetom Republike Hrvatske za 2003. godinu. Ovo najviše priznanje za sportaša dodijelio mu je Hrvatski sportski savez invalida na svečanosti održanoj 12. veljače u zagrebačkoj dvorani Globus.
- 2005. Miljenko Medić osvaja 6. mjesto, a hrvatska reprezentacija (u sastavu Mirjana Medić, Radmila Švaljek i Ilija Matijašević) osvaja 3. mjesto na Šahovskoj olimpijadi u organizaciji IPCA-e, održanoj u Hrabynama (Češka), čime je ostvario nastup u reprezentaciji IPCA-e na 37. šahovskoj olimpijadi FIDE koja se održala 2006. godine u Torinu.

## Vanjske poveznice
- Partije Miljenka Medića na Chessgames.com
- Miljenko Medić na Chess Tempo